# Brades
Brades (o Brades Estate) és la capital de l'Illa de Montserrat, a les Petites Antilles, des del 1998.

## Capitalitat
Brades, situada a prop de Carr's Bay i de Little Bay, al nord-oest de Montserrat, fou designada capital després que el 1997 fos abandonada la ciutat de Plymouth, al sud-oest, destruïda per l'erupció del volcà Soufrière Hills. Des d'aleshores s'han anat construint diversos edificis governamentals a Brades, així com un nou aeroport. També s'han proposat diversos noms nous per a la nova capital generada a la zona de Little Bay, com per exemple "Port Diana", en memòria de la princesa Diana de Gal·les, o "St. Patrick", en commemoració de la revolta dels esclaus del 17 de març del 1768, Dia de Sant Patrici, i alhora amb la pretensió d'atraure turistes nord-americans d'origen irlandès.